# Tmesisternus costiceps
Tmesisternus costiceps là một loài bọ cánh cứng trong họ Cerambycidae.